# Somatogyrus currierianus
The Tennessee pebblesnail (Somatogyrus currierianus)là một loài động vật chân bụng trong họ Hydrobiidae. Nó là loài đặc hữu của Hoa Kỳ. Môi trường sống tự nhiên của nó là các con sông.